# Kanotix
Kanotix est un live CD linux fondé sur Debian.
Il était basé initialement sur la version instable (la Sid), puis sur la version stable (actuel la Squeeze). Il peut être installé facilement sur le disque dur en une dizaine de minutes. Une fois installé, Kanotix est le système linux offrant la meilleure compatibilité avec la Debian, ce qui permet de profiter de l'énorme base de logiciels créés par ce projet.[réf. nécessaire]
Il offre l'une des meilleures reconnaissances de matériels du monde Linux[réf. nécessaire], et donne un aperçu des évolutions futures de la distribution Debian.
Cette distribution possède des paquets très récents, voire expérimentaux, selon la configuration donnée, mais demeure cependant très stable et convient à une utilisation de tous les jours.
D'origine allemande, elle est optimisée i586 et disponible en version x86-64. Une version Lite moins volumineuse, ainsi qu'une version DVD plus riche, sont disponibles également. Les versions live CD sont soit en anglais ou allemand, mais il est relativement aisé d'installer les paquetages nécessaires à un environnement français une fois le système installé. Il est aussi possible de créer un live CD Kanotix modifié à cette fin.

## Historique des versions
| Version | Date       | Name                     |
| ------- | ---------- | ------------------------ |
| 2016    | 2015-11-09 | Spitfire                 |
| 2013    | 2013-03-08 | Dragonfire CeBIT-Edition |
| 2012    | 2012-05-23 | Dragonfire Preview       |
| 2012    | 2012-05-23 | Hellfire                 |
| 2011    | 2011-03-02 | Hellfire                 |
| 2010    | 2010-06-09 | Excalibur                |
| 2009    | 2009-12-27 | Excalibur Preview        |
| 2007    | 2007-12-31 | Thorhammer (RC7)         |
| 2007    | 2007-09-15 | Thorhammer (RC6)         |
| 01-2006 | 2006-10-02 | 2006-01 (RC4)            |
| 2006    | 2006-05-14 | 2006-VDR (RC6)           |
| 2006    | 2006-05-14 | 2006-Easter (RC4)        |
| 2006    | 2006-03-11 | 2006-CeBit (RC3)         |
| 2005-04 | 2005-12-31 |                          |
| 2005-03 | 2005-06-06 |                          |
| 2005-02 | 2005-04-10 |                          |
| 2005-01 | 2005-02-12 |                          |
| 10-2004 | 2004-11-28 | Bug Hunter X             |
| 09-2004 | 2004-10-17 | Bug Hunter 09            |
| 08-2004 | 2004-09-20 | Bug Hunter 08            |
| 07-2004 | 2004-07-29 | Bug Hunter 07            |
| 06-2004 | 2004-07-01 | Bug Hunter 06            |
| 05-2004 | 2004-04-23 | Bug Hunter 05            |
| 04-2004 | 2004-03-19 | Bug Hunter 04            |
| 03-2004 | 2004-03-02 | Bug Hunter 03            |
| 02-2004 | 2004-02-07 | Bug Hunter 02            |
| 01-2004 | 2004-02-03 | Bug Hunter 01            |
| 01-2003 | 2003-12-24 | XMAS Preview             |